# The Afghan Whigs
The Afghan Whigs é uma banda estadunidense de rock formada em Cincinnati, Ohio, em  1986. Eles se reuniram recentemente. Durante seu auge, a banda – cujos integrantes principais eram Greg Dulli (vocal, guitarra), Rick McCollum (guitarra solo) e John Curley (baixo), além de diversos bateristas (incluindo Steve Earle e Michael Horrigan) – se tornou uma das principais da cena de rock alternativo dos anos 90. Surgiu como parte do movimento grunge, mas posteriormente ultrapassou este rótulo. A sonoridade evoluiu de um rock de garagem similar a The Replacements, Dinosaur Jr. e Mudhoney para um post-punk influenciado por soul, tornando a banda uma das mais aclamadas pela crítica no início dos anos 90 e uma das pioneiras do underground indie estadunidense a obter o apoio das grandes gravadoras.
Considerados "mais do que apenas uma nota de rodapé nos anais da cena alternativa dos anos noventa" pela revista Rolling Stone, álbuns como Gentlemen, de 1993, estão sempre nas listas dos críticos como um dos melhores da década. Durante a carreira de 15 anos da banda, seu líder Greg Dulli obteve a reputação de ser um dos mais notórios frontmen do rock, tanto pelo seu comportamento provocativo quanto pelas letras com temática sombria.
Apesar de Dulli frequentemente afirmar em entrevistas que o Afghan Whigs nunca retornaria após seu término em 2001, a banda anunciou em 2012 que se reuniria para uma série de shows.

## História

### Formação eBig Top Halloween(1986-1988)
Greg Dulli (vocal, guitarra), Rick McCollum (guitarra solo), John Curley (baixo), e Steve Earle (bateria) formaram a banda em Cincinnati, em 1986. O Afghan Whigs surgiu a partir da banda anterior de Greg Dulli, The Black Republicans, na qual John Curley entrou posteriormente. Curley apresentou Dulli a McCollum, um parceiro frequente de jams, famoso na cena local de Cincinnati por seu uso inovador de pedais de efeito. McCollum e Dulli se tornaram próximos devido ao amor de ambos por música R & B. Inclusive, a primeira música que o Afghan Whigs ensaiou foi Psychedelic Shack, cover do The Temptations. Posteriormente, Dulli afirmou que o Afghan Whigs pretendia ser uma mistura de The Band, The Temptations e Neil Young tocando com o Crazy Horse.
Após o fim dos Black Republicans, Greg Dulli se mudou para o Arizona, onde ele compôs metade das músicas que se tornariam o primeiro álbum da banda, Big Top Halloween  (1988), no seu próprio selo Ultrasuede. "Estávamos ensaiando as primeiras músicas que havia composto na vida para gravar uma demo, então estávamos tocando bem relaxados", recorda Dulli. "Então, de repente, descobri que John mandou fazer capas". Apesar de a tiragem inicial de Big Top Halloween ter sido de apenas mil cópias, uma delas chamou a atenção de Jonathan Poneman – o cofundador do influente selo indie de Seattle, Sub Pop – que assinou contrato com o Afghan Whigs em 1989. Inicialmente, a Sub Pop planejava lançar apenas um single, mas acabou se tornando um contrato para um álbum completo.

### Contrato com a Sub Pop eUp In It(1989–1990)
Após assinar com a Sub Pop, o Afghan Whigs se tornou a primeira banda de fora do noroeste americano a gravar pelo selo. Em 1990, a Sub Pop lançou o segundo álbum do Afghan Whigs, Up in It: gravado em grande parte pelo produtor Jack Endino, do Nirvana, e contendo o hit "Retarded", o álbum recebeu críticas favoráveis após seu lançamento.
Para promover o álbum, o Afghan Whigs saiu em turnê com os precursores do grunge, Mudhoney, e a banda underground de Boston, Bullet LaVolta. Up in It foi seguido por um single de edição limitada, lançado pela No.6 Records, com o nome 'Ornament', que incluía vocais da cantora Marcy Mays, do Scrawl (que, posteriormente, faria a voz principal do futuro clássico do Afghan Whigs, "My Curse", do álbum Gentlemen).

### CongregationeUptown Avondale(1992)
Com o álbum Congregation de 1992 e o EP de covers, Uptown Avondale, a banda intencionalmente evoluiu sua sonoridade para o que se tornaria sua marca registrada, uma mistura psicodélica de soul e punk. Os críticos perceberam a inovadora combinação de influências da Stax Records e Motown com indie rock; além disso, a banda teve recepção positiva pelos covers de soul do EP Uptown Avondale, principalmente sua capacidade de contemporizar grupos lendários como The Supremes.
Videoclipes para músicas notáveis de Congregation, como "Conjure Me" e "Turn On The Water" eram exibidos com regularidade pela MTV, que passou a considerar o Afghan Whigs como uma nova banda para ficar de olho. A banda também fazia turnês extensivamente neste período, incluindo uma excursão com a lendária banda escocesa de indie rock, Teenage Fanclub.

### Contrato com a Elektra eGentlemen(1993)
Em decorrência do relativo sucesso de Congregation, o Afghan Whigs logo assinou com uma grande gravadora, a Elektra Records, após uma negociação ferrenha que resultou num contrato tão lucrativo que continha uma cláusula que permitia o financiamento de um filme escrito por Dulli, que acabou nunca sendo feito. Para sua estreia numa grande gravadora, o Afghan Whigs se mandou para o lendário Ardent Studios de Memphis, onde foram gravados clássicos do Big Star, Bob Dylan, Led Zeppelin e ZZ Top. O resultado destas sessões foi o álbum Gentlemen, de 1993.
Considerado o verdadeiro clássico do Afghan Whigs, Gentlemen se tornou um dos álbuns mais aclamados do ano, ganhando elogios de revistas como Rolling Stone. Os críticos louvaram as letras inabaláveis e auto-flageladoras, bem como uma ruptura com o estilo grunge sintetizado pelo Nirvana e o Mudhoney. Gentlemen chegou à posição 17 da reverenciada lista "Pazz & Jop" do jornal The Village Voice do ano de 1993, e eventualmente seria considerado um dos melhores álbuns dos anos 90.
Gentlemen se tornou o lançamento mais bem sucedido comercialmente do Afghan Whigs. Os singles "Debonair" (chegou ao Top 20 da parada Modern Rock) e "Gentlemen" eram tocados regularmente na MTV e em rádios universitárias; outra das principais faixas do álbum, "Fountain and Fairfax", apareceu no seriado de televisão My So-Called Life, de 1994. Outra canção notável é a faixa "My Curse", cuja voz principal não é de Dulli, mas da cantora Marcy Mays, do Scrawl – alegadamente porque a letra, que falava do violento término de um relacionamento, era tão pessoal que Dulli não conseguia cantá-la.

### EraBlack Love(1996)
Após Gentlemen, o Afghan Whigs expandiu-se para os olhos do público. Em 1996, Dulli foi produtor executivo da trilha sonora para o filme Brincando de Seduzir (em Portugal, Mulheres Giras), de Ted Demme. O Afghan Whigs aparecem no filme como uma banda de bar, e contribuíram com duas músicas para a trilha sonora: Be For Real, de Frederick Knight, e Can't Get Enough of Your Love, Babe, de Barry White. Além disso, Dulli foi o único músico fora Dave Grohl a participar do álbum de estreia do Foo Fighters.
Eventualmente, no entanto, começaram os trabalhos para o quinto álbum de estúdio da banda, que se chamaria Black Love, no seu lançamento em 1996. A banda começou a compor demos em março de 1995; a gravação em si, enquanto isso, ocorreu em estúdios de Seattle e Memphis, e tiveram a presença do novo baterista Paul Buchignani, que substituiu Steve Earle. O ambicioso Black Love continha clássicos da banda como o hino "Faded", e foi influenciado por temas obscuros do cinema noir.
Enquanto nos álbuns anteriores os temas mais frequentes eram obsessão alcóolica, segredos e miséria, em Black Love há um lado mais sombrio e complexo da personalidade de Greg Dulli, levando sua obsessão com assassinato e paranoia ao extremo. O próprio Dulli percebeu que as músicas tinham um conceito que lembrava a estrutura de um filme, influenciado pelo escritor noir James Ellroy e violentos filmes neo-noir como Blood Simple; outras influências foram revistas pulp, o livro Hollywood Babylon, de Kenneth Anger e as fotos policiais de Weegee. Outras inspirações para as letras foram a vida problemática do cantor David Ruffin, do The Temptations, na música "Blame, Etc."; a faixa de abertura, "Crime Scene Part One", foi alegadamente influenciada pela história do então não-produzido roteiro para o filme O Hotel de Um Milhão de Dólares.
Comercialmente, Black Love alcançou a posição 79 da parada Top 200 da Billboard. Em termos de recepção da crítica, o álbum também obteve elogios por finalmente capturar o poder de um show da banda em uma gravação de estúdio; sua musicalidade viçosa e, ainda assim, suingada, rendeu comparações com os Rolling Stones no seu auge, na década de 70, se destacando mais uma vez do rock alternativo mais convencional da época por suas influências de música negra. Os Whigs promoveram o álbum com uma vasta turnê, inclusive servindo como banda de abertura para Neil Young, numa turnê da qual a cantora Jewel também fazia parte.

### Controvérsia com a Elektra e contrato com a Sony/Columbia para1965(1998)
Após o fracasso comercial de Black Love, o Afghan Whigs alegou negligência e desonestidade do seu selo, Elektra, e, eventualmente, romperam contrato. Os Whigs, então, assinaram com a Sony/Columbia para lançar seu próximo álbum, 1965. O rompimento hostil fez Dulli ter que ser tratado para depressão, fornecendo material para canções como "Neglekted", que se chamava originalmente "Sylvia", dirigida à então chefe da Elektra, Sylvia Rhone. Esta música estaria presente no próximo álbum de estúdio da banda.
Gravado em New Orleans, no famoso estúdio de Daniel Lanois, após um hiato de um ano no qual Dulli começou um projeto conhecido como The Twilight Singers, 1965 – em homenagem ao ano em que ambos Dulli e Curley nasceram  – acabou sendo o último álbum de estúdio do Afghan Whigs.
Novamente influenciado pelo cinema noir, além do enérgico jogo de palavras de rappers como Nas, 1965 recebeu críticas positivas na imprensa, elogiando particularmente o faro da banda por misturar soul com rock. Além de uma turnê própria, o Afghan Whigs também serviu de banda de abertura para o Aerosmith. Durante este período, Dulli foi atacado após um show em Austin, Texas, e sofreu uma pancada na cabeça que o deixou em coma; dois meses após sua recuperação, no entanto, o Afghan Whigs retornou à estrada.

### Rompimento (2001)
Em 2001, o Afghan Whigs anunciou sua separação através da divulgação de um comunicado de imprensa, o que circulou nos principais veículos especializados: nele, a banda alegava que a distância geográfica e obrigações familiares de seus membros tornava impossível a criação de material novo. Em entrevistas posteriores, Dulli esclareceu que o rompimento foi amigável, e que não necessariamente representava uma "separação oficial".

### Reuniões
Em 2006, o Afghan Whigs se reuniram temporariamente. A formação do álbum 1965 gravou duas novas faixas ("I'm a Soldier" e "Magazine") que fariam parte de uma coletânea chamada Unbreakable: A Retrospective 1990-2006, lançada em 5 de junho de 2007, pela Rhino Records. Segundo a critica, essas canções inéditas mantinham o nível do material lançado pela banda durante seu auge.
A banda só se reuniria novamente em 7 de dezembro de 2011, quando um comunicado de imprensa dos produtores do All Tomorrow's Parties anunciaram que o Afghan Whigs iria tocar nos eventos I'll Be Your Mirror em 27 de maio de 2012, em Londres, e em 22 de setembro de 2012, em New Jersey. Uma semana depois, foi anunciado que a banda também participaria de ambos os festivais Primavera Sound em 2012. Em abril daquele ano, também foi revelado que os revitalizados Afghan Whigs iriam tocar na edição de 2012 do Lollapalooza. Dulli esclareceu em entrevistas que tocar músicas do Afghan Whigs com Curley na sua turnê solo de 2010 e reencontrar McCollum durante aquele período levaram diretamente à possibilidade de se reunirem para shows.
Em 22 de maio de 2012, os recém-reunidos Afghan Whigs fizeram sua performance de estreia no programa "Late Night with Jimmy Fallon", tocando uma nova música, o cover soul "See and Don't See" e uma das favoritas dos fãs, "I'm Her Slave", do álbum Congregation. Os Whigs fizeram seu primeiro show completo na noite seguinte, no Bowery Ballroom, em Manhattan, recebendo retorno positivo da crítica especializada. "Qualquer que seja o destino da surpreendente reunião do Afghan Whigs, o show da noite passada no Bowery Ballroom será lembrado como o melhor de todos os tempos da banda", escreveu Glenn Gamboa para o Newsday; entretanto, Steve Kandell escreveu numa resenha da SPIN que "seu primeiro show juntos desde o término, no Bowery Ballroom em Nova York noite passada, pareceu menos uma viagem nostálgica do que um lembrete dos problemas que nós, talvez seletivamente, esquecemos que algum dia tivemos. O líder Greg Dulli estava mais magro, mais malvado, mais atlético e em melhor voz aos 47 do que durante o auge da banda. Desde os acordes iniciais de "Crime Scene, Part one", todo o antigo drama e ameaça e sentimentos de dor e falha estavam bem ali, palpáveis e viscerais, empilhados no igualmente palpável sentimento de alívio de que nenhum de nós somos mais tão fudidos assim". A primeira gravação do Afghan Whigs lançada durante a reunião de 2012, "See and Don't See", foi tocada consideráveis vezes em estações de rádio influentes, como KEXP e KCRW desde seu lançamento. Em 16 de julho, a banda lançou sua segunda nova gravação, um cover de "Lovecrimes", de Frank Ocean. Assim como o lançamento anterior, esta canção foi disponibilizada para download gratuito na sua página oficial.
Em 2013, no South By Southwest, o Afghan Whigs comandou o evento The Fader Fort com a participação surpresa de Usher.
Em 27 de janeiro de 2014, foi anunciado na lista de discussão oficial da banda que será lançado em abril o primeiro álbum de inéditas em 16 anos, intitulado Do to the Beast, marcando o retorno da banda ao selo Sub Pop.

## Influência
A influência do Afghan Whigs é percebida em um grande número de músicos e bandas, de diversos gêneros, incluindo The National, The Horrible Crowes, Interpol, The Hold Steady, My Chemical Romance e Jimmy Eat World. Além disso, o grupo italiano de indie rock, Afterhours, que fez uma longa turnê nos Estados unidos entre 2006 e 2011, sob a orientação de Greg Dulli, se diz influenciado pelos Whigs.
Em 23 de junho de 2009, foi lançado um álbum tributo ao Afghan Whigs, com contribuições de Mark Lanegan, Joseph Arthur e 11 outros artistas influenciados pela banda.

## Temáticas
Desde a era Up in It, algumas temáticas são percebidas nas composições de Dulli para o Afghan Whigs – particularmente, a mistura de humor negro com assuntos sombrios como vício em drogas, abuso e pensamentos suicidas, que são frequentemente vistas como pessoais e provocativas devido ao uso da primeira pessoa. Os clássicos do Afghan Whigs são também originados na exploração de batalhas de poder em relações românticas e sexuais. Gentlemen é particularmente mencionado por sua franca e desconfortável exploração das expectativas e clichês masculinos, incluindo elementos de sadomasoquismo e alienação. Canções como "My Enemy", do Black Love, no entanto, ataca grandes problemas como vingança, calúnia e sobrevivência.
As composições de Dulli para o Afghan Whigs também indicam uma fascinação e simpatia pelo anti-herói, o que ele atribui a uma influente conversa com seu avô durante a infância: "Me lembro de, quando criança, assistir a um filme de caubóis e índios e estar torcendo pelos caubóis. Meu avô perguntou o por que e eu disse, `Porque eles são os mocinhos'. E meu avô me explicou que os índios estavam lutando por suas terras e que os caubóis estavam tentando roubá-las deles. Então ele me disse algo que eu nunca esqueci, que foi, `Os bons não são bons o tempo todo e os maus não são maus o tempo todo'. Venho explorando essa zona nebulosa desde então, a ideia de que santos podem falhar e pecadores podem transceder".

## Covers
O Afghan Whigs são tão conhecidos pelos seus covers inovadores quanto pelo seu material autoral – particularmente, reinterpretações livres de canções soul e R & B que eles ouviam durante a juventude. No entanto, o Afghan Whigs nunca restringiu o gênero de seus covers: desde seus primeiros shows, eles eram conhecidos por tocarem "Cocksucker Blues", do Rolling Stones, e "Like a Hurricane", de Neil Young, além de músicas famosas do The Supremes, Prince, PJ Harvey, Fugees, e TLC. No álbum Congregation, eles fazem uma versão memorável de "The Temple", da trilha sonora de Jesus Christ Superstar, e também eram famosos por tocarem o álbum "The Wall", do Pink Floyd, na íntegra. O mais recente cover do Afghan Whigs é de uma rara música soul de 1970 de Marie "Queenie" Lyons, "See and Don't See". Porém, a banda também continua a explorar material mais atual, como "Love Crimes", do iconoclasta do R & B, Frank Ocean, tocada pela primeira vez na turnê de reunião de 2012.

## Livro 33⅓
Em 2008, o escritor Bob Gendron publicou um olhar crítico e acadêmico do álbum Gentlemen do Afghan Whigs, como parte da prestigiada série de livros musicais 33⅓, que explora álbuns influentes da história do pop. O livro de Gendron inclui diversas entrevistas com membros da banda e outros envolvidos com o Afghan Whigs no período da criação e impacto de Gentlemen.

## Outros projetos
- Dulli formou a banda The Gutter Twins com Mark Lanegan.[88]
- Dulli continua com sua banda The Twilight Singers,[89] e saiu em turnê solo em 2010.[90]
- Dulli também foi produtor executivo de diversos trabalhos da banda italiana de indie rock Afterhours, além de ter sido patrocinador de muitas de suas turnês estadunidenses entre 2006 e 2011.[91]
- Dulli canta a maioria das músicas na trilha sonora de Backbeat,[92] um filme de 1994 sobre o início dos Beatles. Dave Grohl (Nirvana), Don Fleming (Gumball), Mike Mills (R.E.M.), Thurston Moore (Sonic Youth) e Dave Pirner (Soul Asylum) se juntam a Dulli como uma "superbanda" tocando músicas do início dos Beatles (nenhuma delas composta pelos Beatles).
- Curley é o baixista da banda Fists of Love.[93]
- McCollum é guitarrista, vocalista e compositor da banda Moon Maan.[94]
- Horrigan foi o baixista de Brendan Benson de 2004 a 2005 e hoje dá aulas de bateria na School of Rock de Mason, Ohio.[95]
- Earle é compositor, vocalista e guitarrista da banda Earle Grey.[96]
- Buchignani é professor de bateria na Memphis Drum Shop[97] e já saiu em turnê com Todd Snider, Richard Johnston, Mark Lenmhouse, Jack Oblivian e Harlan T. Bobo.[98]

## Discografia
- Big Top Halloween (1988)
- Up in It (1990)
- Congregation (1992)
- Gentlemen (1993)
- Black Love (1996)
- 1965 (1998)
- Do to the Beast (2014)
- In Spades (2017)
- How Do You Burn? (2022)